# Munkholmen
Munkholmen, jelentése Szerzetes-sziget, régi nevein Hólmr, Niðarhólmr, Nidarholm, egy kis sziget Norvégia északnyugati, északi-tengeri partvidékén, a Trondheim-fjordban, Sør-Trøndelag megye közigazgatási területén, Trondheim  városával szemben. Hossza kb. 480 m, legnagyobb szélessége 200 m, területe 13 hektár. Középkori kolostor, 17. századi erőd és második világháborús légvédelmi ágyúállások találhatók rajta. A sziget ma a turizmus kedvelt célpontja.

## Fekvése
A kis sziget a Trondheim-fjordban fekszik, Trondheim várossal szemben, a Nidelva folyó torkolatánál, az itt épített mesterséges Brattøra sziget partjától 1,3 km-re északnyugatra. Trondheimből menetrend szerinti kishajójárattal érhető el.

## Történelme

### Középkor
A 12. századig a szigetet vesztőhelynek használták. Egy fennmaradt legenda szerint 995-ben I. (Tryggvason) Olaf norvég király 995-ben itt tette közszemlére a kivégzett Håkon Sigurdssonnak, Sigurd Håkonsson trøndelagi jarl (fejedelem) fiának levágott fejét, póznára tűzve.
Snorri Sturluson (1179–1241) izlandi költő és krónikás a Nidarholm néven említi a szigetet. Ugyanebben az időben bencés kolostor épült itt. A Nidarholm kolostor, melyet izlandi források szerint 1100 körül alapítottak, Szent Benedek és Szent Lőrinc nevét viselte. Más források szerint a kolostort jóval korábban, 1028-ban II. (Nagy) Knut dán király alapította. 1135-ben IV. (Istenfélő) Harald norvég király ide záratta lázadó unokaöccsét, IV. Magnus Sigurdssont, miután csatában legyőzte, megvakította és megcsonkította.
A Nidarholm kolostor jelentősége a középkor folyamán állandóan növekedett. Nagy földbirtokokat szerzett a szárazföldön, malmot működtetett Ila községben (ma Trondheim városrésze). Saját szállítóhajói Angliával kereskedtek. Négy évszázados fennállása alatt háromszor égett le (1210-ben, 1317-ben és 1531-ben), mindannyiszor újjáépült. Az utolsó helyreállítás idején már a reformációval kellett szembenéznie.

### Reformáció
Olav Engelbrektsson, Trondheim utolsó katolikus érseke sokáig kitartott, de – miután az V. Károly császártól remélt fegyveres segítség elmaradt – 1537-ben a lutheránus III. Keresztély király hadvezére, Eske Bille lovag Trondheim ellen vonult, és leverte Norvégia utolsó katolikus helyőrségét. A kolostort bezárták, épületei pusztulásnak indultak. A szigetet a trondheimi királyi udvar legelőnek használta.

### 17. század
Az 1655–60-as északi háború során X. Károly Gusztáv svéd király két alkalommal is elfoglalta Trondheimet, 1657-ben, és 1660-ban. A szigetre tüzérségi ütegállást telepített. 1660-ban III. Keresztély dán király visszafoglalta a svédektől a Trøndelag-vidéket, és elrendelte állandó erődítmény építését a Munkholmen szigeten. 1661-re felépült az első erődfal, amely mögé 18 ágyút telepítettek. 1671–1674 között megépült a központi torony. 1680–1690 között a régi külső kőfalakat lebontották, helyére a kor követelményeinek megfelelő masszívabb  erődfalakat építettek, kiugró bástyákkal. A parancsnok fából készült szállása helyére új kőházat emeltek. A központi toronyban börtöncellákat is kialakítottak. A középkori Nidarholm kolostor kőanyagát beépítették az új falakba, eltüntetve a kolostor utolsó maradványait is.  1690. augusztus 26-án felavatták a kész Munckholm erődítményt, amelybe 35 ágyút telepítettek. A Nidarholm név feledésbe merült, a szigetet „Munkholmen” néven kezdték emlegetni. 1695–1707 között a külső falba további hegyes szögű bástyákat építettek, ezekből kialakult a 17. századi csillagerőd, amely a sziget csaknem egész területét lefedte. 
1680 és 1850 között az erőd állami börtönként szolgált, főleg politikai foglyok sínylődtek itt. Legismertebb közülük Peder Schumacher dán politikus (1635–1699), Griffenfeld grófja, aki 18 éven át, 1680–1698 között raboskodott itt, csak röviddel halála előtt engedték szabadon.

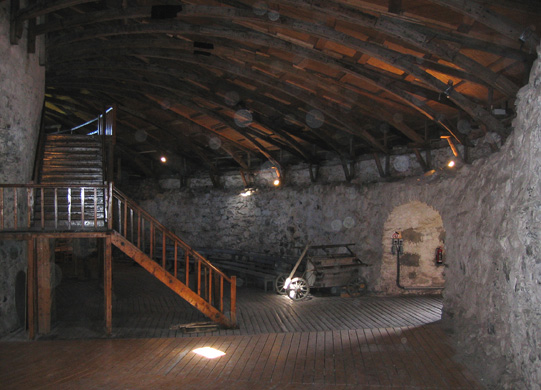
Az egykori várudvar
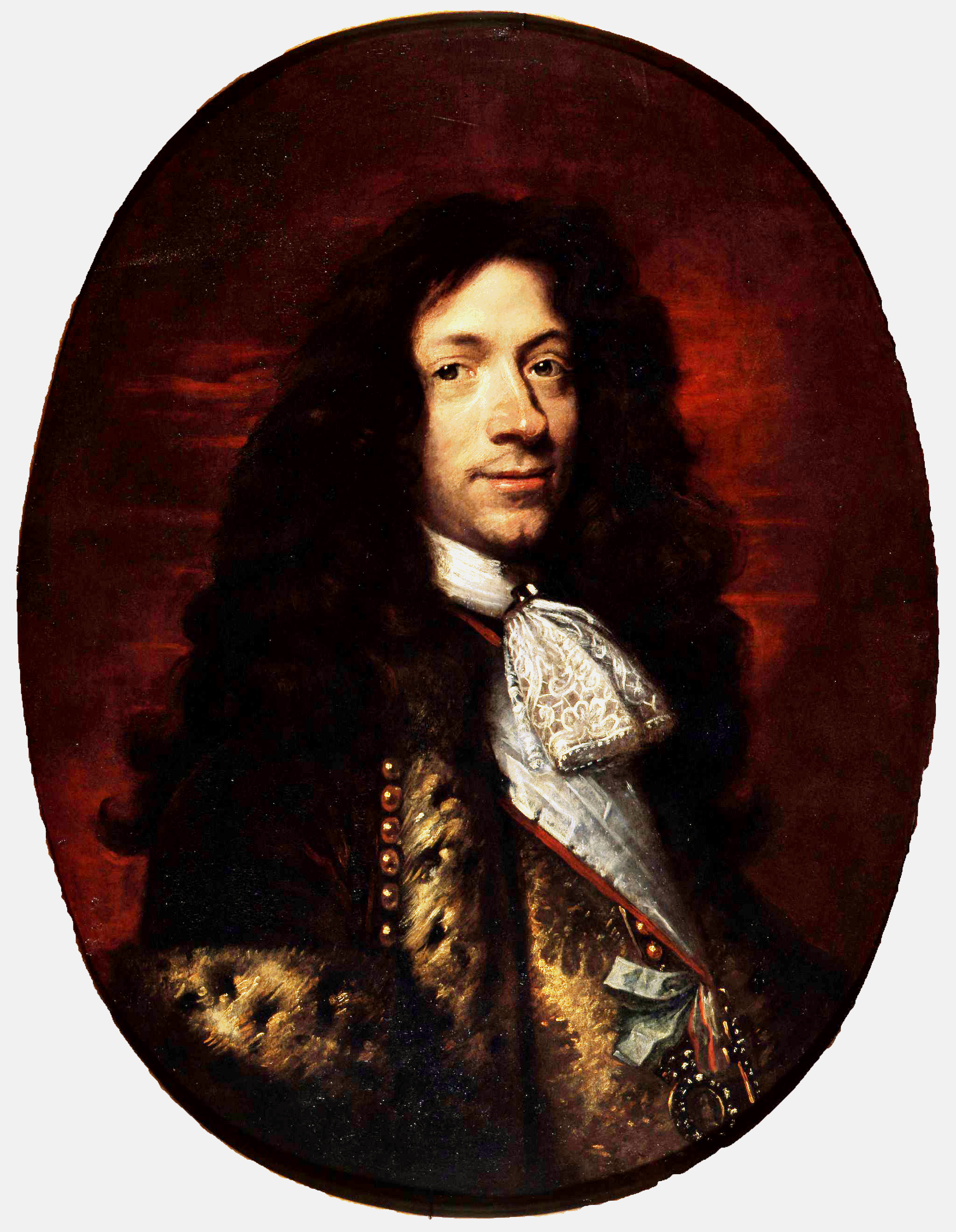
Peder Schumacher, Griffenfeld grófja
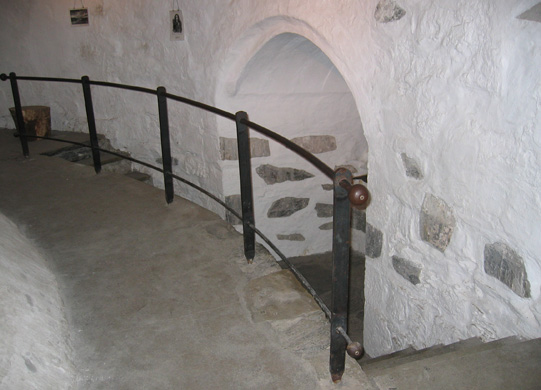
Schumacher rekonstruált cellája
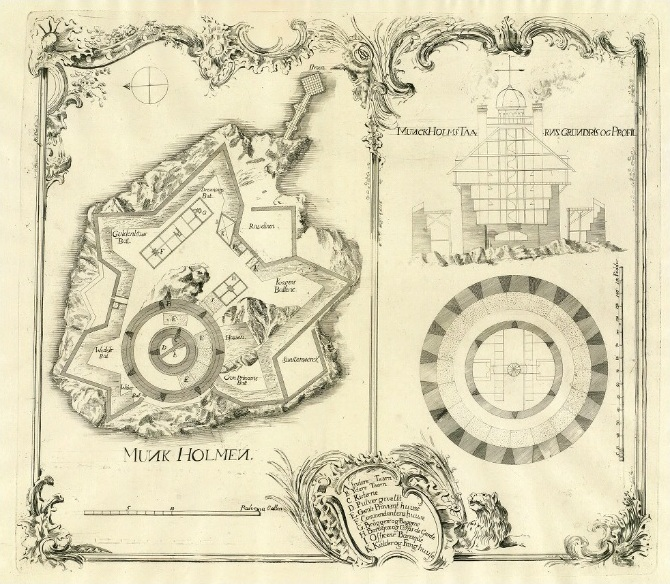
Munkholmen tervrajza 1733-ból

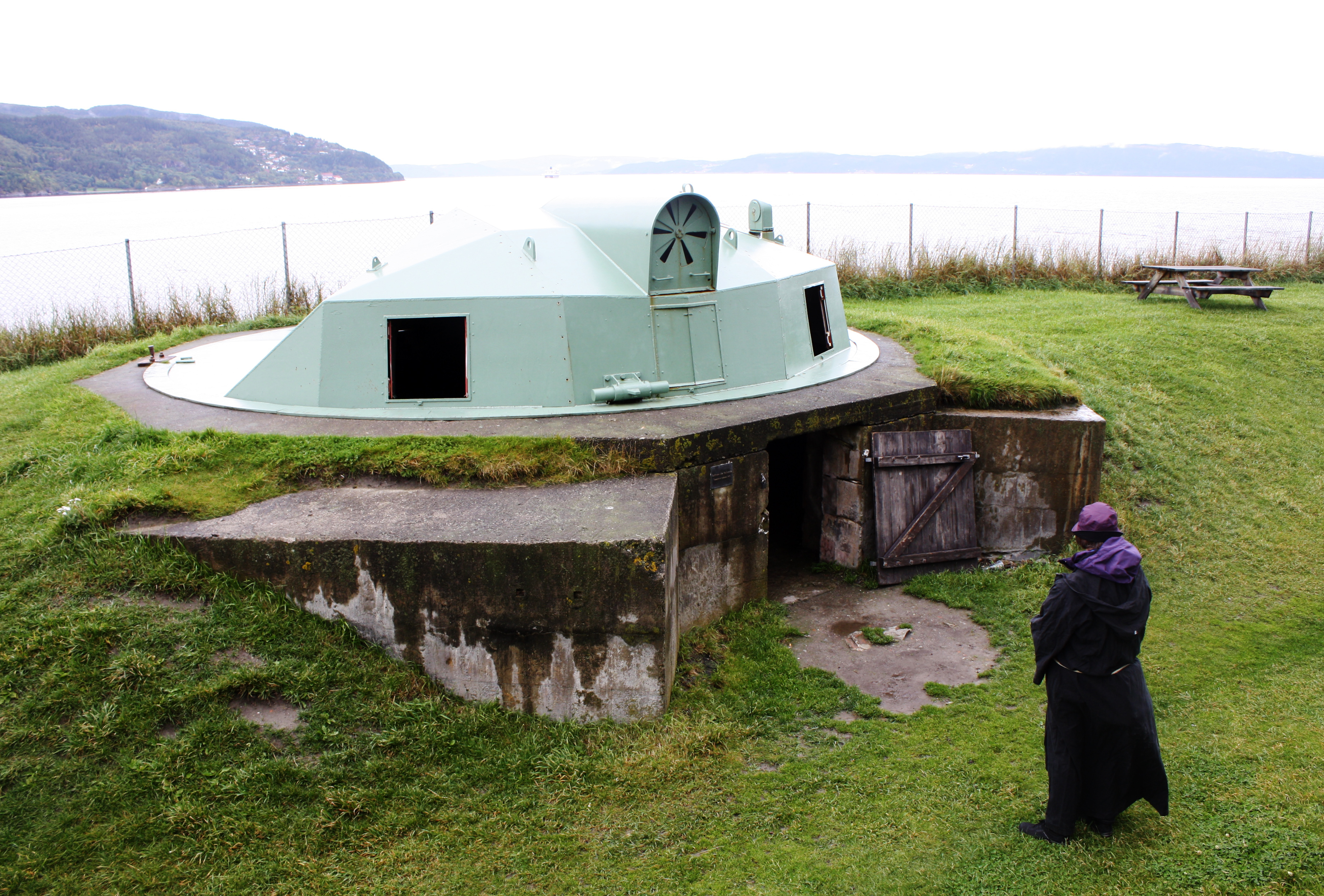
Német FLAK-állás a szigeten (1943-ban épült)

### 19–20. század
A napóleoni háborúk haditechnikájának tükrében a 17. századi csillagerődöt elavultnak minősítették. 1825-ben nagy arányú átépítésbe fogtak, 1850-re a kor színvonalának megfelelő tengeri szigeterőddé alakították, sokszögletű, 8-10 méter vastag kőfalakkal. Védőrsége 500 katonából állt, a védművekbe 60 löveget állítottak, a központi torony pincéjében lőszerraktárt alakítottak ki, a börtöncellákat felszámolták. A 19. században Munkholmen a skandináv térség egyik legerősebb erődítménye volt, de sohasem ostromolták meg. 1893-ban a kormány kiürítette, katonai alkalmazása megszűnt. 
A második világháborúban, a Norvégia német megszállása után a németek Trondheim közelében tengeralattjáró-bázist létesítettek (U-Boot-Bunker Dora), ennek védelmére kiépítették a Munkholmen ütegállást (Batterie Munkholmen).  A szigetre légvédelmi megfigyelőberendezéseket és 6 légvédelmi lövegállást (FLAK-Stellung) telepítettek. Ezek beton alapjai ma is láthatók.

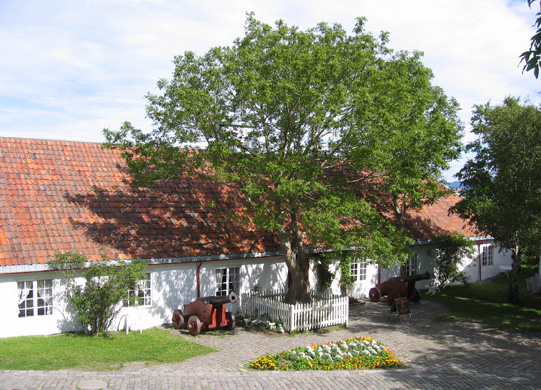
A parancsnoki szállás ma étterem

## A sziget ma
Munkholmen szigete ma népszerű kirándulóhely, számos helyi lakos és turista látogatja. A nyári hónapokban a trondheimi városközpont kikötőjéből, Ravnkloa-ból induló rendszeres kishajó-járattal érhető el. Az erődfalakon belül zöld parkokat alakítottak ki, a sétálók, napfürdőzők, piknikezők számára. A falak mellett fekszik Trondheim legnépszerűbb szabad parti strandja. Az erődparancsnok egykori szállása ma étteremként szolgál. Az erődben múzeum működik, amely a sziget történelmét mutatja be, vezetővel látogatható. Peder Schumacher egykori celláját emléktábla jelzi.

## Megjelenése a szépirodalomban
Victor Hugo fiatalkori regényének, az 1822-ben megjelent Izlandi Han-nak cselekményét a 17. századi Trondheimbe helyezte, beleszőve a rivalizáló arisztokraták intrikáit, Peder Schumacher börtönbüntetését és a nyomorgó helyi szénbányászok éhséglázadását. A regény néhány jelenete a sötét munkholmeni cellákban játszódik.

## További információ
- Munkholmen barátainak honlapja (norvégul – bokmål)
- A sziget Trondheim város honlapján Archiválva 2014. február 1-i dátummal a Wayback Machine-ben (angolul)
- A sziget a Visitnorway.com honlapon (angolul)
- Munkholmen a Nagy Norvég Lexikonban (Store norske leksikon) (norvégul – bokmål)
- Képek Munkholmenről (exviking.net) Archiválva 2016. március 4-i dátummal a Wayback Machine-ben (angolul)